# 평해 정씨
평해 정씨(平海鄭氏)는 경상북도 울진군 평해읍을 본관으로 하는 한국의 성씨이다. 시조는 고려에서 사성(司成)을 지낸 정자함(鄭自咸)이다.

## 참고 자료
- “평해정씨(平海鄭氏)”. 뿌리를 찾아서.[깨진 링크(과거 내용 찾기)]